# Euptoieta daunius
Euptoieta daunius är en fjärilsart som beskrevs av Herbst 1789. Euptoieta daunius ingår i släktet Euptoieta och familjen praktfjärilar. Inga underarter finns listade i Catalogue of Life.